# Anders Andersson (politiker, 1878–1944)
Anders Birger Andersson (i riksdagen kallad Andersson i Falkenberg),  född 6 december 1878 i Skrea, Hallands län, död 10 september 1944 i Falkenberg, Hallands län var en svensk politiker. Han satt i riksdagen för Socialdemokratiska arbetarepartiet 1920 samt 1925–1944. 
Anders Andersson var son till en lantbrukare och arbetade själv ung som lantarbetare innan han blev byggnadsarbetare. 1908 blev han den förste socialdemokraten i Falkenbergs stadsfullmäktige och var från 1926 dess ordförande fram till sin död. Under storstrejken 1909 var han en av de som höll ordning på arbetarna. Anders Andersson studerade 1909-1910 vid Brunnsviks folkhögskola. 1921 startade han sin egen byggfirma.
Hans aktivitet i riksdagen rörde mycket hantverkares villkor samt frågor med anknytning till Falkenberg med omgivning. Han intresserade sig även mycket för hantverksutbildningen och ansåg att det borde finnas särskilda kompetensvillkor för att idka hantverk. Han medverkade till inrättandet av Statens hantverkslånefond 1936 och Statens hantverksinstitut. Anders Andersson var även sedan 1900 medlem i IOGT och en ivrig förespråkare för Brattsystemet.